# Yacht (Geolier)
Yacht è un singolo del rapper italiano Geolier, pubblicato il 3 ottobre 2019 come terzo estratto dal primo album in studio Emanuele.

## Descrizione
Il brano vede la collaborazione del rapper italiano Luchè. Esso è stato scritto da Geolier, Luchè e Jacob Lethal, che ha anche prodotto la canzone.
Musicalmente il brano è composto con un ritmo moderato di 95 bpm e in tonalità di Do# maggiore.

## Video musicale
Il video musicale è stato pubblicato attraverso il canale YouTube di Geolier ed è stato diretto da Fabrizio Conte.

## Tracce
Testi di Luca Imprudente, Jacob Lethal, Emanuele Palumbo, musiche di Jacob Lethal.
1. Yacht (feat. Luchè) – 1:58

## Classifiche

### Classifiche settimanali
| Classifica (2019) | Posizione massima |
| ----------------- | ----------------- |
| Italia            | 24                |